# Karzeł Rzeźbiarza
Karzeł Rzeźbiarza (Scl dSph) – karłowata galaktyka sferoidalna znajdująca się w konstelacji Rzeźbiarza w odległości około 280 000 lat świetlnych od Ziemi. Galaktyka ta została odkryta w 1937 roku na kliszach fotograficznych Boyden Observatory przez Harlowa Shapleya.
Karzeł Rzeźbiarza jest członkiem Grupy Lokalnej oraz satelitą Drogi Mlecznej. Galaktyka ta jest prawdopodobnie dwukrotnie większa od Karła Małej Niedźwiedzicy, lecz jej gwiazdy są podobnie stare.